# Nowa Cerkiew (powiat chojnicki)
Nowa Cerkiew – wieś w Polsce położona w województwie pomorskim, w powiecie chojnickim, w gminie Chojnice.
Połączenie z centrum Chojnic umożliwiają autobusy PKS oraz Miejski Zakład Komunikacji MZK Chojnice. W skład sołectwa wchodzi również miejscowość Szlachetna Nowa Cerkiew.
W latach 1975–1998 miejscowość należała administracyjnie do województwa bydgoskiego.

## Zabytki
Według rejestru zabytków NID na listę zabytków wpisany jest kościół św. Marii Magdaleny z lat 1911-1913, nr rej.: A/493/1 z 22.08.1997.